# Coki
Coki (ou Koki ou Kokki) est un village du Sénégal, situé au nord-ouest dans la région historique du Cayor et connue de longue date pour son centre d'enseignement coranique, le « daara de Coki ».

## Histoire
Entre 1725 et 1733, Makhtar Ndoumbé Diop  fonde le village de Koki et lui donne le nom de Madina. Il y crée une première école coranique qui forma de nombreux guides spirituels au Sénégal. Certains parlent même de l'"université de Koki". 
Au début du XIXe siècle, son petit fils Ndiaga Isseu Dièye Diop, très connu au Sénégal pour les nombreuses guerres menées au nom de l'Islam, fait renaître le daraa de son grand père et reprend le titre de serigne Koki, fonction de chef traditionnel attribué à l'aîné des descendants de Matar Ndoumbé Diop. Par mariage, il s'unit avec les plus grandes familles royales et maraboutiques du Sénégal. Les serigne Koki sont tous des descendants de Ndiaga Isse Dièye Diop. 
Lors de la bataille de Coki en 1862, les partisans de Lat Dior l'emportent sur ceux de Madiodio et les Français.
En 1939,  Ahmadou Sakhir Lô fonde un institut islamique éponyme, aussi appelé Daaray Coki. Ce daara qui accueille 3 940 élèves de tous âges et de plusieurs pays, est aujourd'hui le plus important du Sénégal. Il figure sur la liste des sites et monuments historiques classés.

## Administration
Coki est l'une des quatre sous-préfectures du département de Louga dans la région de Louga. Chef-lieu de l'arrondissement de Coki, c'est aussi celui de la commune de Coki.
L'actuel maire est Monsieur Cellé Ndiaye. Mame Coumba Ndiaye fut la maire sortante par intérim à la suite du décès de monsieur Papa Diop (que son âme repose en paix).
À Coki se trouvent plusieurs daara et internats qui sont des démembrements de l'institut Islamique Cheikh Ahmed Sakhir Lo, mais également deux écoles primaires (Coki 1 et Coki 2), une école maternelle, une case des tout-petits, un collège, un lycée et enfin une école privée franco-arabe.

## Géographie
À vol d'oiseau, les localités les plus proches sont Kanene Al, Ndiakhar, Tiourour, Keur Ngoura, Loumene, 
Tiourene, Keur Ousmane,Keur Ndiagua Mbelegne  Keur Mendiaye et Tawfekh.

### Population
En 2003, Coki comptait 7 124 habitants et 685 ménages.

### Activités économiques
Les activités économiques du village sont essentiellement l’agriculture et l’élevage comme la plupart des villages de l’intérieur du pays. Cependant, l’existence du daara de Coki contribue à un important rayonnement économique du village notamment avec une entrée de devises et la création d’infrastructures vitales au développement du village comme ce grand forage qui ravitaille le village en eau potable. Les anciens apprenants du daara, devenus pour la plupart de grands commerçants, cadres ou opérateurs économiques, contribuent pour une large part, avec leurs financements à l’édification et à la modernisation des infrastructures du daara et par ricochet, du village.

### Personnalités liées à Coki
Le village de Coki est le berceau de la lignée à laquelle appartiennent la mère de serigne Modou Moustapha Mbacké et la mère de serigne Bassirou Mbacké, tous deux fils de Cheikh Ahmadou Bamba. De même, le frère de ce dernier, Mame Thierno Birahim Mbacké, est le petit fils de Ndiaga Isse Dièye Diop. La famille de l'historien, anthropologue, et homme politique sénégalais, Cheikh Anta Diopest également issue de Koki.
L'homme politique Madieng Khary Dieng, ancien ministre, est né à Coki, de même que l'actuel directeur de la maison de l'oralité Massamba Guèye ou encore le chanteur Ouzin Ndiaye. 
Dans la pièce de théâtre intitulée le souffle des malvacées, l'écrivaine Ndèye Katy Dieng, qui appartient à la famille des serigne Koki, situe la scène à Koki.

### Filmographie
- Le Daara de Coki, film documentaire réalisé par Ibrahima Sarr, Pyramide production, TV 10 Angers, Odyssée, la chaîne documentaire, 2000, 52'